# Al-Dżarbawijja
Al-Dżarbawijja – wieś w Syrii, w muhafazie Hims, w dystrykcie Hims. W 2004 roku liczyła 462 mieszkańców.